# Capra aegagrus creticus
Sous-espèce
Statut de conservation UICN

 VU A2cde : Vulnérable
La chèvre sauvage crétoise est une population de chèvres sauvages qui vit dans les gorges de Samaria, en Crète. Elle est aussi appelée Agrimi (αγρίμι, « sauvage »), Kri-Kri, égagre ou aegagre.
L'Agrimi était considéré comme une sous-espèce de chèvre sauvage, sous le nom Capra aegagrus creticus, mais des études génétiques ont récemment démontré qu'il s'agit d'une variété redevenue sauvage de la chèvre domestique de la Méditerranée orientale antique. Cette forme est en tout cas endémique de l'île de Crète et a été récemment introduite dans les trois îles grecques de Dia, Théodorou, et Agii Pandes au large de la Crète.
Sur l'île, les mâles sont souvent appelés « Kri-kri », tandis que le nom « Sanada » est utilisé pour la femelle. Le Kri-kri est un symbole de l'île très utilisé dans les stations touristiques et de la littérature officielle, bien que peu de touristes ou même d'habitants l'aient jamais vu.

## Description physique et éthologique

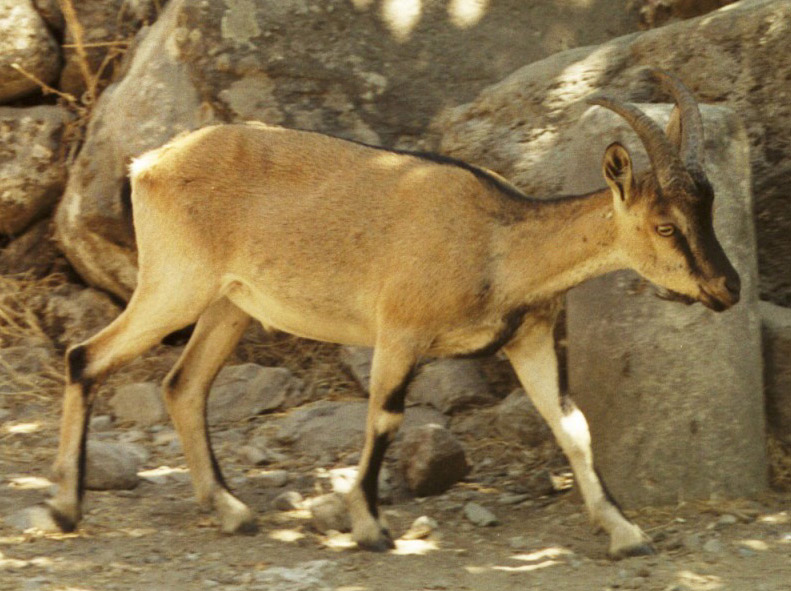
Une chèvre dans les gorges de Samaria.

Le Kri-kri adulte a un pelage brun clair avec une bande plus foncée autour de son cou. Il a deux cornes en flèche sur la tête. La Sanada est moins contrastée et ses cornes plus courtes. Dans la nature, l'espèce est timide et très discrète pendant la journée. Elle évite les humains et les chiens, et peut escalader des falaises très abruptes. Pour l'observer il faut une paire de jumelles et rester un bon moment immobile. Au moindre mouvement, elle détale.

## Aire de répartition
De nos jours l'habitat naturel de l'Agrimi est la réserve de biosphère de l'UNESCO qui protège les gorges de Samaria, sur une série de falaises de 900 mètres de hauteur, hors des sentiers battus, près de l'un des sommets de la chaîne des Montagnes Blanches de Crète occidentale (2 400 mètres). Cette chaîne de montagnes accueille 14 autres espèces animales endémiques.

## Évolution de la population
Elle était très commune à l'époque byzantine. À l'époque ottomane, elle est encore bien présente dans les montagnes et parfois chassée. Les effectifs diminuent fortement pendant la Seconde Guerre mondiale, l'espèce étant alors la seule viande disponible pour la guérilla de montagne contre l'occupation allemande. En 1960, l'Agrimi était menacé de disparition avec un effectif inférieur à 200 individus, et de plus, le développement des élevages extensifs de chèvres domestiques risquait de favoriser les croisements. Son statut a été l'une des raisons pour lesquelles les gorges de Samaria devinrent un parc national en 1962. Il y a actuellement environ 2 000 animaux sur l'île et l'espèce est classée vulnérable : la crise économique a relancé le braconnage (la chasse est strictement interdite) et des épizooties ont touché l'Agrimi en même temps que l'hybridation avec des chèvres domestiques actuelles. De plus, les pâturages sauvages sont devenus rares.

## Liste des sous-espèces
Les sous-espèces suivantes lui sont rattachées[réf. nécessaire] :
- Capra aegagrus aegagrus, Erxleben, 1777
- Capra aegagrus hircus, Linnaeus, 1758 — Chèvre domestique
- Capra aegagrus blythi (en) — Bouquetin du Sind

## L'Agrimi et l'Homme

### L'Agrimi dans la culture

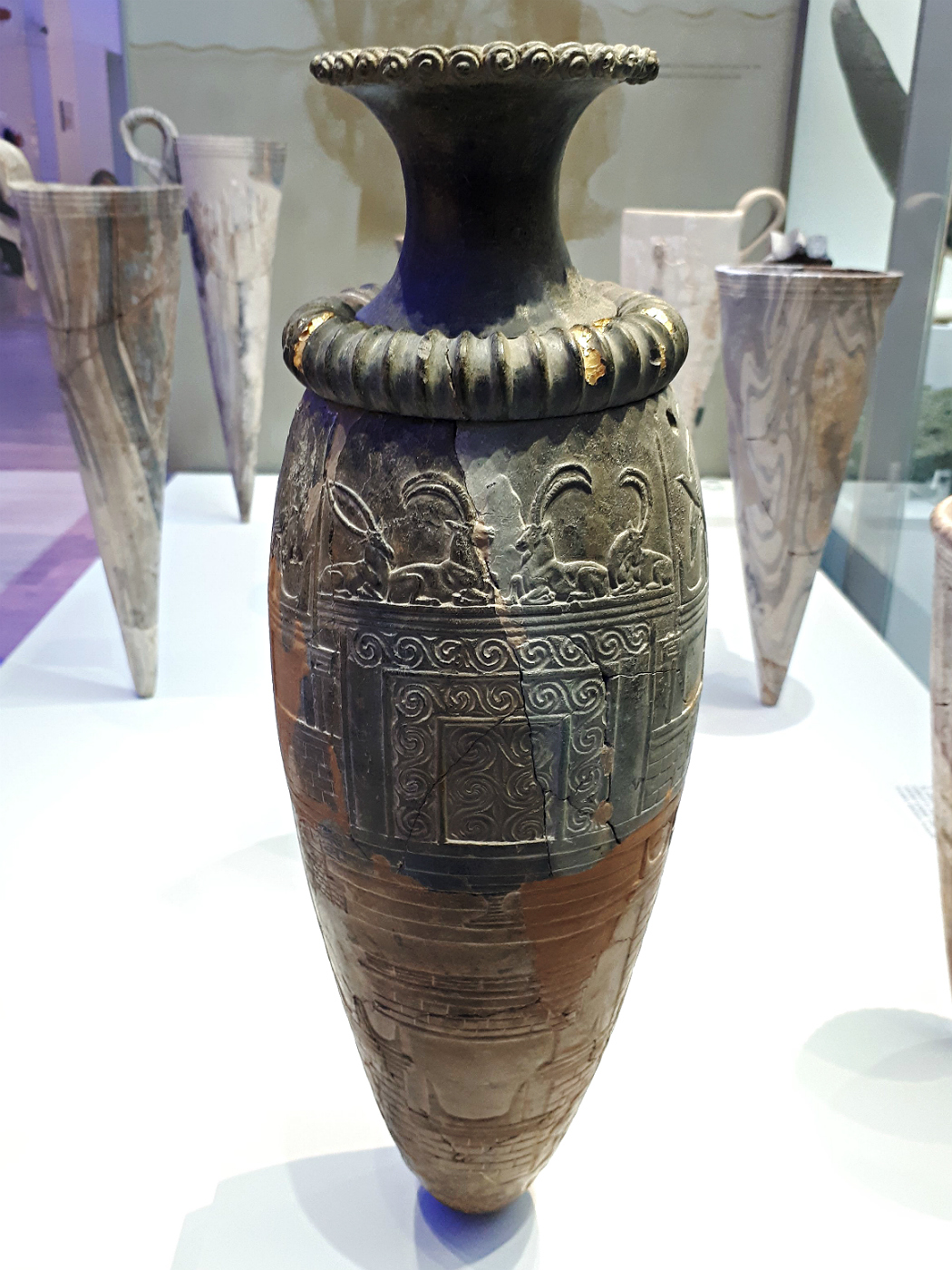
Probables agrimis minoens sur un rhyton du palais de Zakros.

L'Agrimi est devenu un emblème de la Crète et a une importance considérable dans l'histoire culturelle de l'île. Des graffitis antiques représentant des caprins sont visibles sur le Psiloritis, dans les gorges de Samaria, sur le plateau de Lassithi et ailleurs. Dans la mythologie grecque, le mont Ida, et plus précisément la grotte de Lyctos, auraient été le « jardin d'enfants » de Zeus lui-même, allaité, selon Zénobe, grâce à la « chèvre sauvage Amalthée ». À la mort de celle-ci, le dieu l'aurait honorée en la plaçant comme constellation dans le ciel (le Capricorne serait donc un Agrimi). Selon d'autres traditions, à la mort de la chèvre, Zeus aurait pris sa peau pour en faire son égide : le terme grec αἰγίς / aigís signifie en effet « peau de chèvre ».

### L'Agrimi, une chèvre domestique marronnée
Comme pour le mouflon de Corse, les analyses génétiques montrent que l'Agrimi n'est pas, comme on le pensait auparavant, une sous-espèce distincte de la chèvre sauvage mais une chèvre provenant des premiers troupeaux de chèvres domestiques de Méditerranée orientale introduits autour de 8000-7500 av. J.-C. et ré-ensauvagés par marronnage vers 1500-1000 av. J.-C. Son patrimoine génétique résume la première domestication de la chèvre et est considéré comme un précieux témoignage paléobiologique. En raison de ce statut d'espèce domestique marronnée, la législation de protection des espèces en voie d'extinction (qui concerne des populations sauvages) pourrait n'être plus applicable à l'Agrimi, qui resterait cependant sous la protection des lois grecques, fort sévères, de protection du patrimoine culturel.